# Sandro Filipozzi
Sandro Filipozzi (13 gennaio 1965) è un ex atleta paralimpico italiano.

## Biografia
Ipovedente di origine veronese, ha iniziato a competere con il gruppo padovano della G.S.No.Ve., dove ha intrapreso la strada per la nazionale e i Giochi paralimpici estivi. Ha ottenuto, nel 1992 a Barcellona, la sua unica medaglia, bronzo nella staffetta 4×400 metri, avendo come compagni Aldo Manganaro, Vincenzo Ciacio e Claudio Costa.
Sul piano individuale Sandro Filipozzi ha avuto un progresso costante e si è misurato con i più grandi campioni, quali Waldemar Kikolski e Noel Thatcher, entrambi suoi avversari a Barcellona, il primo anche nella maratona ad Atlanta 1996. Iniziando a gareggiare a livello internazionale, nella sua prima Paralimpiade (1984) ha realizzato solo batterie; già nel 1988 conquistava due finali negli 800 e nei 1500 metri piani; è stato sempre finalista a Barcellona nelle stesse discipline e finalista nella maratona nel 1996.
Dopo il ritiro dalle competizioni internazionali, ha continuato a praticare lo sport con una società di Verona. Nel 2014 è stato premiato con tutti gli atleti olimpici e paralimpici veneti, in occasione dei festeggiamenti per il centenario del CONI.

## Palmarès
| Anno | Manifestazione     | Sede                      | Evento          | Risultato | Prestazione | Note  |
| ---- | ------------------ | ------------------------- | --------------- | --------- | ----------- | ----- |
| 1984 | Giochi paralimpici | Stoke Mandeville New York | 400 m piani B2  | Batteria  | 59"33       |       |
| 1984 | Giochi paralimpici | Stoke Mandeville New York | 800 m piani B2  | Batteria  | 2'10"46     |       |
| 1984 | Giochi paralimpici | Stoke Mandeville New York | 1500 m piani B2 | Batteria  | 4'30"15     |       |
| 1988 | Giochi paralimpici | Seul                      | 400 m piani B2  | Batteria  | 55"44       |       |
| 1988 | Giochi paralimpici | Seul                      | 800 m piani B2  | 4º        | 2'03"30     |       |
| 1988 | Giochi paralimpici | Seul                      | 1500 m piani B2 | 5º        | 4'23"21     |       |
| 1992 | Giochi paralimpici | Barcellona                | 800 m piani B2  | 4º        | 2'03"93     |       |
| 1992 | Giochi paralimpici | Barcellona                | 1500 m piani B2 | 5º        | 4'20"21     |       |
| 1992 | Giochi paralimpici | Barcellona                | 4×400 B1-3      | Bronzo    | 3'28"44     | [ 2 ] |
| 1996 | Giochi paralimpici | Atlanta                   | Maratona T11    | 10º       | 3h10'49"    |       |

## Onorificenze
- 1992 - Medaglia d'argento al Valore atletico (3º classificato alle Paralimpiadi nella staffetta 4×400 m)
- 2014 - Leone d'argento;[3]